# Ray Barretto
Raymundo Barreto Pagán (Brooklyn, Nueva York, 29 de abril de 1929-Hackensack, Nueva Jersey, 17 de febrero de 2006) fue un percusionista estadounidense de origen puertorriqueño, y uno de los más destacados compositores, intérpretes y músicos de jazz latino, destacando especialmente en los géneros de jazz afrocubano, salsa, son cubano, boogaloo y pachanga. Sus congas se han podido escuchar en cientos de discos, tanto de jazz latino como de música tropical.

## Biografía
Los padres de Barretto llegaron a la ciudad de Nueva York en la década de los 20 procedentes de Puerto Rico y se radicaron en el Spanish Harlem, también conocido como "El Barrio". Su madre amaba la música de Duke Ellington y Count Basie entre otros músicos de jazz de la época.
En 1946, Barretto se alistó en el ejército y fue enviado a Alemania. Allí conoció a Fats Sadi, un músico de jazz belga que tocaba el vibráfono y fue una fuerte influencia. Sin embargo, su mayor influencia fue Dizzy Gillespie y su interpretación de "Manteca" del compositor y percusionista Chano Pozo y Gil Fuller.

## Trayectoria musical
La trayectoria musical de Barretto muestra una gran inquietud y una amplia gama de influencias musicales, quizá en parte debido a que, al contrario que la mayor parte de los músicos de jazz latino, su aproximación a la música afro-caribeña y a la salsa fue a partir del jazz y no a la inversa. De hecho, en una ocasión afirmó que él aprendió a tocar al estilo swing antes de llegar a dominar los ritmos latinos.
Al regresar del servicio militar en Alemania, trabajó con músicos de jazz estadounidenses en Nueva York, donde a finales de los 50 sustituyó a Mongo Santamaría en la banda de Tito Puente durante cuatro años. Barretto hizo su debut discográfico como líder de una banda en 1961 para Riverside, que fue un gran éxito no solo dentro del campo del jazz (llegó a número 17 en las listas de música pop). Al año siguiente grabó para Tico "El Watusi", aprovechando la fiebre de este baile existente en el momento. Esta composición resultó un éxito fulgurante y suscitó decenas (si no cientos) de versiones y, más recientemente, de usos como samples por parte de raperos, como es el caso de la española Mala Rodríguez en su primer álbum.
Intentó modernizar el sonido de la charanga, dominante en la música latina de la época, reforzando la sección de viento y haciendo versiones de melodías provenientes del rock y del pop, como hicieron muchos otros artistas latinos.
Lo cierto es que Barretto logró sus mayores éxitos en los 60 como músico de sesión, acompañando a Gene Ammons, Cannonball Adderley, Kenny Burrell, Lou Donaldson, Red Garland, Dizzy Gillespie, Freddie Hubbard, Wes Montgomery, Cal Tjader y muchos otros artistas de jazz y pop.
Tras firmar con el sello Fania en 1967, Barretto comenzó a alcanzar reconocimiento como uno de los más importantes artistas de jazz latino y llegó a ser director musical de la Fania All-Stars. De esta época destaca su álbum Acid (1968). En los 70, siguió grabando álbumes bajo el sello Fania, cada vez con un éxito mayor.
En 1973, varios de los músicos habituales de su orquesta deciden separase para conformar a Típica 73, lo cual hace que Ray Barretto decida producir el disco The Other Road, su primer acercamiento al Jazz. Continúa con Fania hasta 1975, cuando firma un contrato con Atlantic Records, donde graba discos de funk, música disco y rock sin mucho éxito. Sufrió un accidente que le imposibilitó usar una de sus manos durante casi dos años. Tras su recuperación volvió a Fania y lanzó Rican-Struction en 1979, como símbolo de su regreso a la música.
En 1980, grabó un muy aclamado álbum para CTI, La cuna, con Puente, Joe Farrell y Charlie Palmieri como intérpretes invitados. En 1991 estrenó un nuevo sexteto, New World Spirit, con él ha realizado al menos ocho discos de larga duración (sin contar recopilaciones) para distintos sellos discográficos. Curiosamente (y en contra del caso de otros artistas de música moderna), Barretto, ya en su etapa de madurez, llegó con este grupo a una plenitud creativa, alcanzando cotas nunca antes alcanzadas por él ni por ningún otro artista de jazz, latino o de cualquier otro tipo.
Como el mismo Barretto (que hasta poco antes de su muerte siguió actuando en directo) afirmaba, esta nueva etapa de su carrera no se basa en la fusión de elementos de música latina y jazz, sino en el empleo de instrumentos de origen afro-caribeño como la conga o, en raras ocasiones, temas de origen latino, pero con una concepción del jazz totalmente tradicional, lo que constituye una óptica probablemente nunca abordada por ningún otro músico ni grupo, quizá con la excepción del grupo cubano de jazz Columna B.
Barreto es conocido por los aficionados y coleccionistas de la salsa como uno de los más destacados ejecutores de la denominada salsa dura y por exponer uno de los sonidos más duros y clásicos dentro del género. Además destacó por atraer y presentar excelentes cantantes como Rubén Blades, Adalberto Santiago, Tito Allen y Tito Gómez.

## Muerte
Murió tras complicaciones de cirugía para destaparle una obstrucción en las válvulas coronarias y complicaciones renales. El procedimiento quirúrgico intentaba combatir la pulmonía que le detectaron. Días antes de su muerte sufrió un ataque de asma después de recibir un homenaje en la que fue nombrado 'Maestro del Jazz', máxima distinción de ese estilo que antes solo había ganado otro latino: el saxofonista cubano Paquito D'Rivera.

## Discografía

### En solitario
| - Barretto para bailar (Riverside, 1961) - Pachanga With Barretto (Riverside, 1962) - Latino! (Riverside, 1962) - Charanga moderna (Tico, 1962) - On Fire Again (Tico, 1963) 1. Encendido otra vez 2. Dame tu cariño 3. Más pachanga 4. Celosa 5. Mr. Blah Blah 6. Te traigo Guajira 7. Tumbao moderno 8. Macumbembé 9. Guaguancó Pueblo Nuevo 10. Noche de ronda 11. El Bantú 12. Danzón de Paganini - The Big Hits Latin Style (Tico, 1963) - La moderna de siempre (Tico, 1963) 1. Recuerdos de Borinquen 2. El guajiro man 3. Bruca Manigua 4. Todo tendrás 5. Farolita 6. A gozar timbero 7. Hojas secas 8. A Puerto Rico 9. La juventud 10. Masabi 11. El borracho 12. Chihuahua - Guajira y Guaguancó (Tico, 1964) 1. Swing La moderna 2. Errante y bohemio 3. Nature Boy 4. El quinto 5. Guajira guantanamera 6. La moderna llegó 7. Guajira Soul 8. Guaguancó bonito 9. Ska Cha 10. Los cueros - ¡Viva Watusi! (Polydor, 1965) 1. La juventud de Borinquén 2. No molestes más 3. Dulce Cha-Cha 4. Fiesta en el barrio 5. Eras 6. Greensleeves 7. Exodus 8. Mi suerte 9. Esa es la del solar 10. Súplica 11. Roberta 12. Watusi '65 - Señor 007 (United Artists, 1965) 1. Mister Kiss Kiss Bang Bang 2. Search For Vulcan 3. Jamaica Jump Up 4. Thunderball 5. From Russia With Love 6. I Wanna Be a James Bond Girl 7. 007 (Double O Seven) 8. Underneath The Mango Tree 9. The James Bond Theme 10. Goldfinger - El Ray criollo (United Artist, 1966) 1. Margie 2. Salsa y dulzura 3. Vida 4. Rareza en Guajira 5. Descarga criolla 6. Despójate 7. Yo soy la Candela 8. Balancéate 9. Don lengua 10. The Shadow of Your Smile 11. A Maracaibo - Latino con Soul (Jazzland, 1967) 1. Bilongo 2. Love You (Eras) 3. Trompeta y trombón 4. Boogaloo con Soul 5. Do You Dig It? 6. El picor 7. Lo mismo que a usted 8. Fuego y pa' lante 9. Happy Birthday Everybody - Fiesta en el barrio (Polydor, 1967) 1. Fiesta en el barrio 2. Hawaii 3. Lamento 4. Latin Doll 5. Viva María 6. Happy Birthday Caracas 7. Que han hecho del sol 8. Fuego y pa' lante - Acid (Fania, 1968) 1. El nuevo Barretto 2. Mercy, Mercy Baby 3. Acid 4. A Deeper Shade of Soul 5. Soul Drummers 6. Sola te dejaré 7. The Teacher of Love 8. Espíritu libre - Hard Hands (Fania, 1968) 1. Hard Hands 2. Abidjan 3. Love Beads 4. Mi ritmo te llama 5. Got To Have You 6. Son con cuero 7. Mírame de frente 8. New York Soul 9. Ahora sí - Together (Fania, 1969) 1. Together 2. Adivíname y olvídate 3. Hipocresía y falsedad 4. No olvido a Caracas 5. De donde vengo 6. Vive y vacila 7. Invitación al son 8. Tin Tin Deo - Barretto Power (Fania, 1970) 1. Oye la noticia 2. Perla del Sur 3. Right On 4. De qué te quejas tú 5. Y dicen 6. Quítate la máscara 7. Sé que volverás 8. Power - The Message (Fania, 1971) 1. Se traba 2. Con el cimarrón 3. Alma con alma 4. Flor de los lindos campos 5. Arrepiéntete 6. Te traigo mi son 7. Oh elefante 8. Seguiré sin sonar - Que viva la música (Fania, 1972) 1. Que viva la música 2. Bruca Manigua 3. La pelota 4. El tiempo lo dirá 5. Cocinando 6. Triunfó el amor 7. Alafia Cumaye - Soul Drummer (1972) - The Other Road (Fania, 1973) 1. The Other Road 2. Round About Midnight 3. Lucretia The Cat 4. Oración (The Prayer) 5. Little Ting 6. Abidjan Revisited - Indestructible (Fania, 1973) 1. El hijo de Obatalá 2. El diablo 3. Yo tengo un amor 4. La familia 5. La orquesta 6. Llanto de cocodrilo 7. Ay no 8. Indestructible | - Carnaval (Fantasy, 1973) 1. Carnaval 2. Sugar's Delight 3. Exodus 4. Descarga la Moderna 5. Summertime 6. El negro y Ray 7. Mira qué linda 8. Cocinando suave 9. Pachanga oriental 10. Barretto en la tumbadora 11. Cumbamba 12. El Paso 13. Linda mulata 14. Oye Heck 15. Los cueros 16. Pachanga suavecito 17. Ponte dura 18. Pachanga para bailar - Barretto (Fania, 1975) 1. Guararé 2. Vine pa' echar candela 3. Eso es amar 4. Ban Ban Quere 5. Vale más un guaguancó 6. Testigo fui 7. El presupuesto 8. Canto Abacuá - Tomorrow: Barretto Live (Atlantic, 1976) 1. Intro 2. Vaya 3. Ahora si que vamo' a gozar 4. Ban Ban Quere 5. Guararé 6. Night Flowers (Flores De Noche) 7. Slo Flo 8. Cocinando 9. Que viva la música - Eye of The Beholder (Atlantic, 1977) 1. Here We Go Again 2. Señor Funk 3. Eye of The Beholder 4. Salsa-Con-Fusion 5. Número uno 6. Expresso 7. Leti 8. Tumbao africano - Can You Feel It? (Atlantic, 1978) 1. Can You Feel It? 2. I Think About You 3. What Part of Heaven Do You Come From 4. Stargazer 5. Summer Sun 6. Whirlpool 7. Sting Ray 8. Daydreams 9. Confrontation - Rican/Struction (Fania, 1979) 1. Al ver sus campos 2. Un día seré feliz 3. Piensa en mi 4. Ya ves 5. Adelante siempre voy 6. Algo nuevo 7. Tumbao africano - Giant Force (Fania, 1980) 1. Tu propio dolor 2. Arallue 3. Aguardiente de caña 4. Los mareados 5. Pura novela 6. Guarapo y melcocha 7. Tus mentiras 8. Fuerza gigante (Giant Force) - La cuna (CTI, 1981) 1. La cuna 2. Doloroso 3. Mambotango 4. The Old Castle 5. Pastime Paradise - Rhythm of Life (Fania, 1982) 1. Manos duras 2. Amor artificial 3. Si no eres tú 4. Granada 5. Mi dedicación 6. Indiferencia 7. Rhythm of Life - Todo se va a poder (Fania, 1984) 1. Préstame tu mujer 2. Amor y sacrificio 3. Todo se va a poder 4. Lo tuyo y lo mío 5. Para qué niegas 6. Tema final 7. Qué bonita es mi tierra - Aquí se puede (Fania, 1987) 1. La resbalosa 2. Amor de lujo 3. Aquí se puede 4. Si me voy para mi islita 5. Pa' todo el año 6. No te quedes sin bailar 7. No me paren la salsa - Irresistible (Fania, 1989) 1. Llámame 2. Aguadilla 3. Amo la moche 4. Canción para el niño 5. Otra noche más 6. Irresistible 7. Eras 8. Night in Tunisia - Ray Barretto (T.H. Rodven, 1990) - Handprints (Concord Picante, 1991) 1. Tercer ojo 2. Blues for Leticia 3. Dancing Winds 4. Kwanza 5. Handprints 6. Brandy 7. Triangle 8. Santa Cruz 9. Caribeña 10. Jamprints - Soy dichoso (Fania, 1992) 1. Soy dichoso 2. Lo que me pasó en la guagua 3. Los ejes de mi carreta 4. El entierro del feo 5. Tal vez 6. Café con leche 7. Flor de los lindos campos 8. Díganme la hora - Live in New York (Messidor, 1992) - Taboo (Concord, 1994) - My Summertime (Parlophone, 1995) - Fuerza Gigante: Live in Puerto Rico April 27, 2001 (Universe, 2004) - Time Was - Time Is (Loop, 2004) 1. Drume negrita 2. Murmullo 3. Mags 4. Motherless Child 5. One for Ray 6. The View From Here 7. Time Was - Time Is 8. Palladium Nights 9. Syracuse 10. Caper for Chris - Standards Rican-ditioned (Zoho, 2006, póstumo) 1. Lean On Me 2. Trav'lin Light 3. Ivy 4. Suddenly It's Spring 5. I Had The Craziest Dream 6. Something To Live For 7. Baby, Baby All The Time 8. Brandy's Blues 9. Strange Music |

### Recopilaciones
| - Head Sounds (Fania, 1970) 1. Acid 2. Tin Tin Deo 3. Abidjan 4. Drum Poem (Free Spirit) 5. Espíritu libre - From The Beginning (Fania, 1971) 1. Oye la noticia 2. Sola te dejaré 3. The Soul Drummers 4. Mírame de frente 5. Quítate la máscara 6. Adivíname y olvídate 7. Invitación al son 8. Hipocresía y falsedad | - Energy To Burn (Fania, 1977) 1. Canto Abacua 2. Bruca Manigua 3. Llanto de cocodrilo 4. Vive y vacila 5. El hijo de Obatalá 6. Seguiré sin sonar 7. Te traigo mi son 8. Ahora sí - Gracias (Fania, 1979) 1. Ay no 2. Indestructible 3. Mírame de frente 4. Hipocresía y falsedad 5. Alma con alma 6. Quítate la máscara - Descarga Criolla (Palladium, 1992) |

| - Guararé (1977) - Guararé (1979) - La Onda Típica (1981) - ¡Tremendo trío! (Fania, 1983) 1. Nadie se salva de la rumba 2. Debes callar 3. Margie 4. Ya no puede ser 5. De repente 6. Caminando 7. Así empezó el Son Montuno 8. La caña y la plantación - Ritmo en el corazón (Off-Beat, 1988) 1. El chisme 2. No me cambies camino 3. Para decirte adiós 4. Mala suerte 5. En qué quedamos 6. Tu música popular 7. Bambarakatunga 8. Ritmo en el corazón | - Ancestral Messages (Concord Picante, 1992) - Taboo (Concord Picante, 1994) - My Summertime (Owl, 1995) - Contact! (Blue Note, 1997) - Portraits in Jazz And Clave (RCA, 2000) - Trancedance (Circular Moves, 2001) - Homage To Art Blakey And The Jazz Messengers (Sunnyside, 2003) - Time Was - Time Is (O+ Music, 2005) |